# Martha Chapa
Martha Chapa Benavides (n. 1946) pintora, escultora y escritora mexicana originaria de Monterrey, Nuevo León, cuya obra se caracteriza por tener como tema central la manzana. Cuenta con más de 250 exposiciones individuales y más de 1800 colectivas a nivel nacional e internacional. En la década de 1980 se interesó en la investigación gastronómica y desde entonces a la fecha ha publicado más de 30 libros.

## Biografía

### Carrera como artista plástica
Realizó sus primeros estudios de arte en la Escuela Nacional de Pintura, Escultura y Grabado «La Esmeralda», una escuela dependiente del Instituto Nacional de Bellas Artes ubicada en la Ciudad de México donde han impartido cátedra afamados pintores mexicanos como Frida Kahlo y Diego Rivera. Chapa contó con maestros como: Luis Sahagún Cortés, Juan Eugenio Mingorance, Carlos Navarro y Jorge Vázquez Quiñones.
La obra plástica de Chapa, que inició en la década de 1960, comprende el dibujo, la pintura al óleo y la escultura y se ha centrado en un tema principal: la manzana, aunque hay otros temas que han sido objeto de su interés en forma reiterativa, como el Popocatépetl, la virgen de Guadalupe y algunas plantas características de México, como los cactus y los magueyes. Su obra ha sido exhibida en más de 250 exposiciones individuales y más de 1800 colectivas tanto en México, como a nivel internacional.
En el 2017 cumple 50 años de trayectoria artística festejando con la exhibición Trazos de corazón: 70 años de vida y 50 de pintar paraísos, que se inauguró en la Galería Manuel Felguérez de la Universidad Autónoma Metropolitana (UAM) de la Ciudad de México en mayo de 2017 y celebra su jubileo de oro como artista. El 22 de junio del mismo año fue homenajeada en la galería y recibió un reconocimiento otorgado por Salvador Vega y León, rector de la universidad.
El 17 de julio de 2017 el Instituto Nacional de Bellas Artes le otorga un Reconocimiento por sus 50 años de trayectoria artística, "un recorrido vital dedicado a la creación, testimonio también de la generosidad de un espíritu comprometido con los valores culturales de México y diversas causas orientadas al desarrollo social”, señaló Magdalena Zavala, coordinadora nacional de Artes Visuales del Instituto Nacional de Bellas Artes (INBA), durante la entrega del reconocimiento.
En la década de los 60 pintó al aclamado director de cine Alfonso Cuarón, quien en esa época era un niño y a su madre Cristina Orozco, cuadros que aparecen en la película "Roma" del mismo director. El Festival Internacional de Cine de Toronto (TIFF) dedica una sala a la exposición fotográfica de la película y donde fueron expuestos los mismos.

### Interés en la gastronomía
En la década de 1980 se interesó en la investigación gastronómica, especialmente en la cocina mexicana, y público su primer libro La cocina mexicana y su arte en 1983. Desde entonces ha sido autora o coautora de más de treinta libros de cocina y temas varios. Uno de ellos, Ensueño de sabores, sabores de ensueños, obtuvo el premio Gourmand en 2007. Entre su obra escrita se encuentra: 
Además, escribe sobre temas políticos, culturales y gastronómicos en diversos medios de comunicación; ofrece conferencias sobre cultura y gastronomía; participa en festivales gastronómicos y conduce el programa de televisión El sabor del saber, que se enfoca en el arte, la cultura y la gastronomía.

## Obra literaria

### Libros de Gastronomía
- La manzana, el sabor del fruto prohibido
- Con sabor a Sanborns
- La manzana y el saber
- El sabor del sueño
- El real sabor de Hidalgo
- Bebidas mexicanas
- El color de los sabores pintura y gastronomía
- Enchiladas
- Ensueño de sabores, sabores de ensueños
- Con sabor a patria: Chiles en nogada para toda la temporada
- Mercados de México
- Cocina de Querétaro: sabor a independencia
- El sabor del Edén
- Nueva gran cocina mexicana
- Sabor a eternidad: Cocina de Tlaxcala
- Los tacos de México
- Sabor a Sinaloa: Cocina Sin Límites
- Cocina regia: Encuentro con los sabores de Nuevo León
- Cocina Oaxaqueña
- Cocina, nutrición y salud
- Chocolate: regalo del edén
- La república de los moles: el recetario más completo del platillo mexicano por excelencia.
- Cacao, la bebida de los dioses
- La Cocina Mexicana y su Arte
- Sabor a Sinaloa, Cocina sin límites
- Dies Solis
- Real Sabor de Hidalgo
- Mesa Soberana
- Nueva Gran Cocina Mexicana

### Libros de arte y otros
- Cartas a Martha Chapa
- Cómo se cocina una pintora
- El paraíso de Martha Chapa
- Dies Solis
- Hacia otro paraíso
- Reencuentro con mi Paraíso, Retrospectiva 1968-1998
- Recuento de mis paraísos
- El Sabor del Color
- Mercados de México:
- Al norte del paraíso
- Paraísos Laminados
- La Manzana y el Saber
- El Color de los Sabores, pintura y gastronomía.
- Una manzana para ti
- Roza tu cuerpo con el mio

### Libros ilustrados por Martha Chapa
- Berumen, Patricia, et al., Sin permiso, México, Edit. Domés, 1984
- Norma, Dolores, Quién es quién en la banca mexicana, 1984, México, Grupo Internacional Editores, 1984.
- Lozano, Israel, Medio sol, México, Federación Editorial Mexicana; 1986
- Amor, Guadalupe, La manzana de Martha Chapa (20 sonetos y una carta), México, 1986.
- Todo, Luis Eugenio y Pascal Juárez; El mexicano del siglo XXI,  Monterrey, Libromex del Norte, 1988.
- Salgado Peñaflor, Carlos, Otoño, Amor y otros poemas, México Federación Editorial Mexicana, 1988.
- Ortiz Quesada, Federico, Diagnóstico, México, Editorial Everest Mexicana, 1988
- Gamboa, Héctor, La mosca, Memorias de Ícaro, México, 1989
- SEP-SSA, Educación, investigación y salud; México, 1989
- Peña, Margarita, De ida y vuelta (Cuadernos de viaje, 1980-1986), Cuadernos de Malinalco, Patronato Cultural Iberoamexicano, Malinalco, 1990.
- Guidi Kawas, Gerardo, Vida y obra de Rodrigo Gómez Gómez, México, Banamex, 1990.
- Figueroa de Dueñas, Martha, Cómo ser bella con las enseñanzas de Mamá Grande, Edit. Diana, 1991
- Naranjo, Zárate, Juana María, Mariposas de Luz, Cuarto Creciente, 1993
- César A., José Joaquín, Diez Décimas Caniculares, Diseño e impresión, S. A. de C. V., 195
- Saavedra, Aura Mayra, Las divinas mutantes, Carta de relación del itinerario de la poesía femenina en México, Editorial Praxis, UNAM, Instituto Mexiquense de Cultura, SOGEM, México D. F.; 1996
- Balmori, Federico, Doña Marina, Jomar Arte y Literatura, 1996.
- Domínguez y Almanza, Alma, Cada gato un amor, Tintanueva Ediciones, 2002
- Villegas, García Bladimir, Voces de la cultura Mexicana, Ediciones Tintanueva 2001,
- Estrada, Francisco Javier, Voces en el acantilado de la Memoria, Ediciones Coyoacán, 2002

## Premios y reconocimientos
- Centro de Estudios Superiores de Diseño de Monterrey, 7 de mayo de 1993.
- Agrupación de Mujeres Profesionales de Querétaro, A.C., 26 de febrero de 1993.
- Reconocimiento Público al Mérito Cívico Presea &quot;Estado de Nuevo León 1991, 7 de abril de 1991.
- Nombramiento de Socia Honoraria de la Sociedad Mexicana de Geografía y Estadística, 15 de noviembre de 1995.
- Presea Municipal de la Mujer 2001, H. Ayuntamiento Constitucional de, Tlalnepantla de Baz.
- Reconocimiento “Orgullosamente Mexicano”, al Arte, Valores Orgullosamente Mexicano A.C., Auditorio Nacional 12 de agosto de 2005, México D. F., Medalla Sor Juana, Gobierno del Estado de México.
- Reconocimiento a la mujer UANL, Flama, vida y Mujer, 2011, en la categoría de Vinculación Internacional, Monterrey, N. L., 8 de marzo de 2011.
- Sus huellas están plasmadas en la Plaza de las Estrellas, debido a su exitosa trayectoria.
- Medalla de oro, FICMAYA de Yucatán, Mérida, 2016.
- Medalla al Mérito en Artes otorgado por la Asamblea Legislativa de la Ciudad de México, 2017.